# Braakhuizense Heide
De Braakhuizense Heide is een natuurgebied bij Geldrop in de Nederlandse gemeente Heeze-Leende (provincie Noord-Brabant) dat 172 ha groot is. Het is eigendom van het Brabants Landschap. Ten zuiden en oosten ervan vindt men de Strabrechtse Heide, ten westen het beekdal van de Kleine Dommel met broekbossen, en ten noorden de autosnelweg A67, die een afscheiding vormt met een bosgebied en de bebouwing van Geldrop.
Het noorden van het gebied bestaat vooral uit naaldbossen, die naar het zuiden worden afgewisseld met heidevelden waarin een aantal grote vennen ligt.

## Vennen
De Braakhuizense heide is vooral bekend als een belangrijk vennencomplex. We kennen er het Rootven, het Slootjesven, het Meerlomeer, het Kiezelven en het Scheidingsven , twee naamloze vennetjes aan weerszijden van de Strabrechtseheideweg en verspreid nog enkele kleinere vennetjes.
Het Rootven is volgens de overlevering genoemd naar het gebruik hierin Vlas te laten 'Roten' (de naam Grootven zal een moderne verbastering betreffen). Het centraal glegen Slootjesven is merkwaardig door de mislukte poging die men halverwege de 19e eeuw ondernam om het te bebossen. Van dat bos heeft maar weinig overleefd, maar de (diepe) greppels waarmee met het ven hadden willen droogleggen zijn nog duidelijk in de venbodem te zien. In de omgeving van dit ven groeit erg veel gagel.
Het Meerlomeer ligt voor de wandelaar afgelegen en half-verborgen in een laagte, maar is goed te zien vanaf de A67. Het moet in historische tijd aanzienlijk groter (langer) zijn geweest. Er groeit veel veenpluis.
Rootven, Slootjesven en Meerlomeer zijn waarschijnlijk restanten van een enkel voorhistorisch smeltwaterdal. Op oude kaarten is nog te zien dat ze vroeger nauwer bij elkaar aansloten. Zie ook: ven (water).
Het Kiezelven dankt zijn naam wellicht aan een ontstaanswijze als oude, kleinschalige grindwinning. Net zo goed kent het veel voor het venmilieu karakteristieke soorten.
Het Scheidingsven ligt, zoals de naam al aangeeft, op een oude grenslijn aan de over(zuid)zijde van de Heezerbaan, waar de Braakhuizense heide ophield en de 'eigenlijke' Strabrechtse heide begon. Dit zeer grote, grillig gevormde ven ligt in een zeer weidse heivlakte, waarop men goed kan uitkijken vanaf het fietspad dat van de richting Geldrop naar het midden van de Strabrechtse hei voert.

## Flora en fauna
De dierenwereld kenmerkt zich door dodaars, geelgors, boomleeuwerik, veldleeuwerik, gekraagde roodstaart heikikker, kleine hagedis en gewone pad. Veldkrekel, heivlinder en bijenwolf zijn interessante insecten. Bijzondere plantensoorten die in dit gebied voorkomen zijn zonnedauw, klokjesgentiaan, witte en bruine snavelbies, veenpluis en gagel.

## Externe link

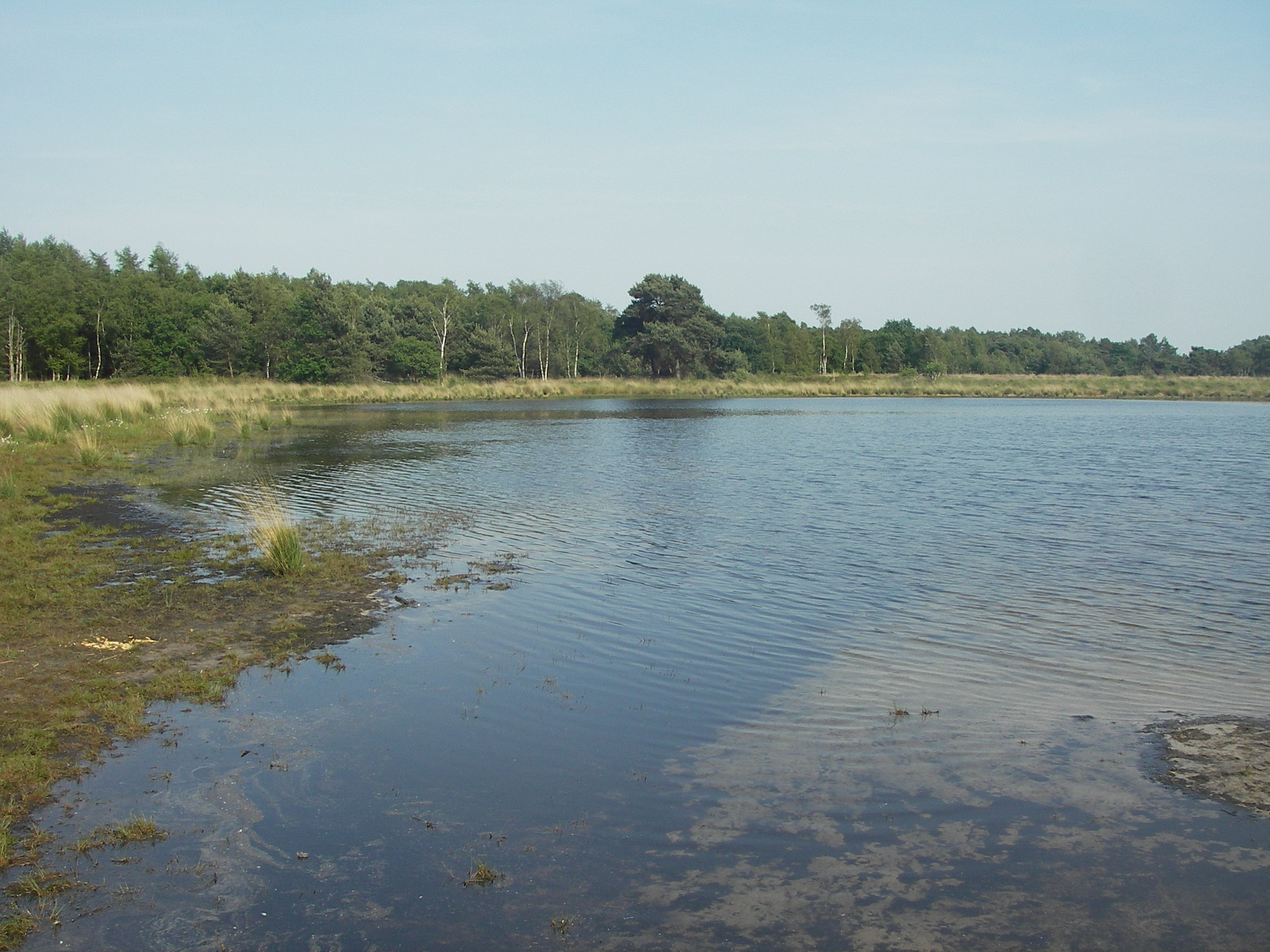
Het Rootven